# Полтура
Полтура (венг. poltura) — монета, чеканившаяся с XVI века для Венгрии и Трансильвании. Особенно интенсивной чеканка была в XVII веке.
В период восстания Ракоци несколькими монетными дворами, находившимися под контролем повстанцев, в 1704—1707 годах чеканились медные монеты в 1, 4, 10 и 20 полтур.
В Силезии биллонная полтура чеканилась в 1744 году, при короле Фридрихе II.
До 1759 года полтуры чеканились из серебра (за исключением медных полтур Леопольда I 1701—1703 годов и восстания Ракоци 1704—1707 годов). С 1763 года чеканились только медные полтуры. В 1775 году чеканка полтур прекращена.

### Галерея

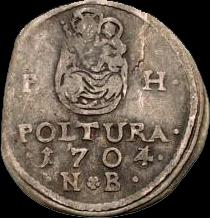
Полтура, 1704 год, серебро.
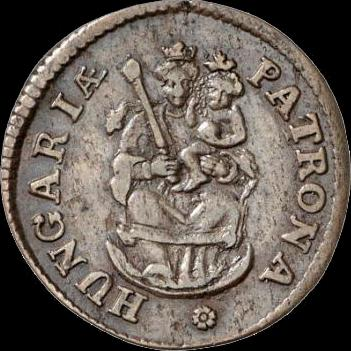
Полтура, 1704 год, медь.
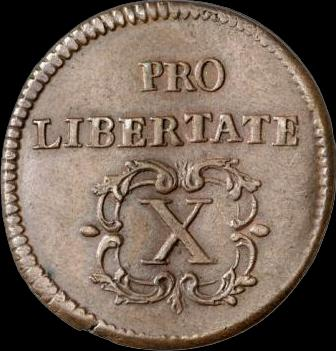
10 полтур, 1704 год, медь.
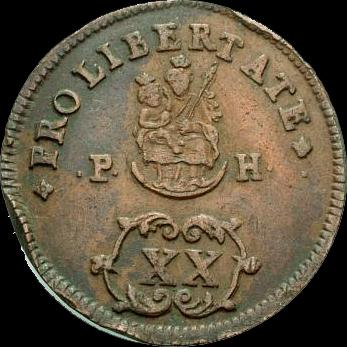
20 полтур, 1705 год, медь.